# Kylie: The Exhibition
Kylie: The Exhibition è stata una mostra di abiti, costumi e cimeli della popstar australiana Kylie Minogue, inaugurata nel 2005 a Melbourne presso e con la collaborazione dell'Arts Centre Melbourne. Successivamente è stata ospitata in altre città australiane e inglesi.

## Antefatti
Intorno ai primi anni duemila, la Minogue decise di donare il suo intero archivio di abiti di scena alla Performing Arts Collection dell'Arts Centre di Melbourne, dove sono tutt'oggi custoditi i costumi indossati per i suoi videoclip, le tournée mondiali, i red carpet e le apparizioni cinematografiche, oltre a cimeli quali oggetti di scena, fotografie e memorabilia.
Una volta catalogati tutti i pezzi, insieme al direttore creativo della cantante William Baker, nel 2005 si decise di curare una mostra nella città natale della Minogue comprendente oltre 600 pezzi, che si estese poi in varie città australiane per poi concludersi a Glasgow il 13 gennaio 2008.
Kylie: The Exhibition venne concepita per illustrare le molteplici trasformazioni della star, da ragazza della porta accanto di I Should Be So Lucky, passando per la più sexy di Better the Devil You Know per arrivare alla futurista dell'album Fever. Furono pertanto esposti molti degli outfit indossati nei videoclip musicali, inclusi gli "hot-pants" dorati di Spinning Around e la tunica bianca di Can't Get You Out of My Head, i costumi di scena dei tour, a partire da quelli del Disco in Dream fino a quelli di Showgirl: The Greatest Hits Tour, gli abiti delle varie performances live, incluso il mini-dress indossato ai BRIT Awards 2002, per concludere con gli abiti indossati durante i red carpet attesi dalla cantante.
Oltre ai vestiti, nella mostra furono inclusi materiali d'archivio, come magazine e tour-pass, premi, oggetti, note e fotografie.
Come illustrazione promozionale della mostra è stata utilizzata una fotografia della Minogue con addosso il “Musuem Dress” disegnato da Christopher Kane. L’abito si compone di tante immagini tratte dalle copertine degli album, dei magazine e di esibizioni live. Questo vestito ha ispirato la realizzazione della bambola Barbie “Generation of Dreams”, prodotta nel 2009.

## Date

### Australia
La mostra si inaugurò il 15 gennaio 2005 all'Arts Centre di Melbourne, per concludersi a Sydney nel 2006, attirando complessivamente oltre cinquecentomila visitatori.
- The Arts Centre, Melbourne: 13 gennaio 2005 - 25 aprile 2005[6]
- National Portrait Gallery, Canberra: 13 maggio 2005 - 14 agosto 2005[7]
- Queensland Perfroming Arts Centre, Brisbane: 6 settembre 2005 - 4 dicembre 2005
- Powerhouse Museum, Sydney: 26 dicembre 2005 - 7 maggio 2006[8]

### Regno Unito
In Regno Unito, Kylie: The Exhibition fu inaugurata in concomitanza con gli spettacoli inglesi dello Showgirl: Homecoming Tour, e si svolse a:
- Victoria and Albert Museum, Londra: 7 febbraio 2007 - 10 giugno 2007[9]
- Manchester Art Gallery, Manchester: 30 giugno 2007 - 2 settembre 2007[10]
- Kelvingrove Art Gallery and Museum, Glasgow: 21 settembre 2007 - 13 gennaio 2008[11]

## Kylie: il libro
In concomitanza con l'inaugurazione della mostra a Londra, venne stampato il libro fotografico dal titolo "Kylie", pubblicato da V&A Publications in associazione con l'Arts Centre di Melbourne. Ne vennero prodotte due edizioni:
- formato copertina rigida[14], al prezzo di £35,00. ISBN 978 1 85177 513 2
- formato copertina flessibile[15], al prezzo di £19.99. ISBN 978 1 85177 512 5

Entrambe le versioni presentano la medesima immagine di copertina, ossia la Minogue mentre indossa il "Museum-dress" su sfondo bianco, con la differenza che la sovraccopertina è rimovibile nell'edizione rigida, in favore di un rivestimento dorato con la firma della cantante in fucsia.  
Il libro (160 pagine) include una prefazione della Minogue e un'introduzione di William Baker. Al suo interno, sono presenti primi-piani di ogni costume esposto nella mostra, accompagnato da un paragrafo esplicativo, una fotografia di Kylie mentre lo indossa e talvolta anche i bozzetti e le note personali degli stilisti.